# 马扎尔波拉尼
马扎尔波拉尼（匈牙利語：Magyarpolány）是匈牙利维斯普雷姆州所辖的一个村，总面积26.97平方公里，总人口1146，人口密度42.5人/平方公里（2010年1月1日）。